# Park Ji-min (attrice)
Park Ji-min (박지민?, 朴智旻?, Bak JiminLR, Pak ChiminMR; Seul, 1989) è un'attrice sudcoreana naturalizzata francese.

## Biografia
Nata in Corea del Sud, ha vissuto lì fino all'età di 9 anni, prima di trasferirsi a Parigi. Laureatasi all'École nationale supérieure des arts décoratifs di Parigi, ha esordito al cinema nel 2022 come protagonista di Ritorno a Seoul; in precedenza aveva lavorato come scultrice e artista visiva.

## Filmografia

### Cinema
- Ritorno a Seoul (Retour à Séoul), regia di Davy Chou (2022)
- La Petite Dernière, regia di Hafsia Herzi (2025)
- Vie privée, regia di Rebecca Zlotowski (2025)
- Love Me Tender, regia di Anna Cazenave Cambet (2025)

### Televisione
- La Maison – serie TV, 10 episodi (2024)

## Riconoscimenti
- Premio Lumière
  - 2024 – Candidatura alla migliore promessa femminile per Ritorno a Seoul